# Pearl Harbor
Pearl Harbor (in hawaiano Wai Momi "acqua di perla" o Puʻuloa "collina lunga") è un porto militare statunitense che si trova nell'isola hawaiiana di Oahu, più precisamente nella contea di Honolulu.

## Storia
Pearl Harbor era originariamente una vasta laguna poco profonda chiamata Wai Momi ("Acque di Perla") o Pu'uloa ("lunga collina") dagli hawaiani.
È dal 1899 una base navale della United States Navy nell'Oceano Pacifico.

### Seconda guerra mondiale
È famosa per l'attacco subito la mattina di domenica 7 dicembre 1941 per opera della 1ª Flotta aerea giapponese, guidata dal viceammiraglio Chūichi Nagumo. In due incursioni attuate con apparecchi imbarcati su sei portaerei, e condotte dal capace capitano di corvetta Mitsuo Fuchida, la Marina imperiale giapponese affondò tre navi da battaglia (USS Arizona, USS Oklahoma, USS Utah), un posamine (USS Oglala, poi recuperato) e inflisse gravi danni ad altre corazzate, incrociatori e cacciatorpediniere.

### Dal dopoguerra

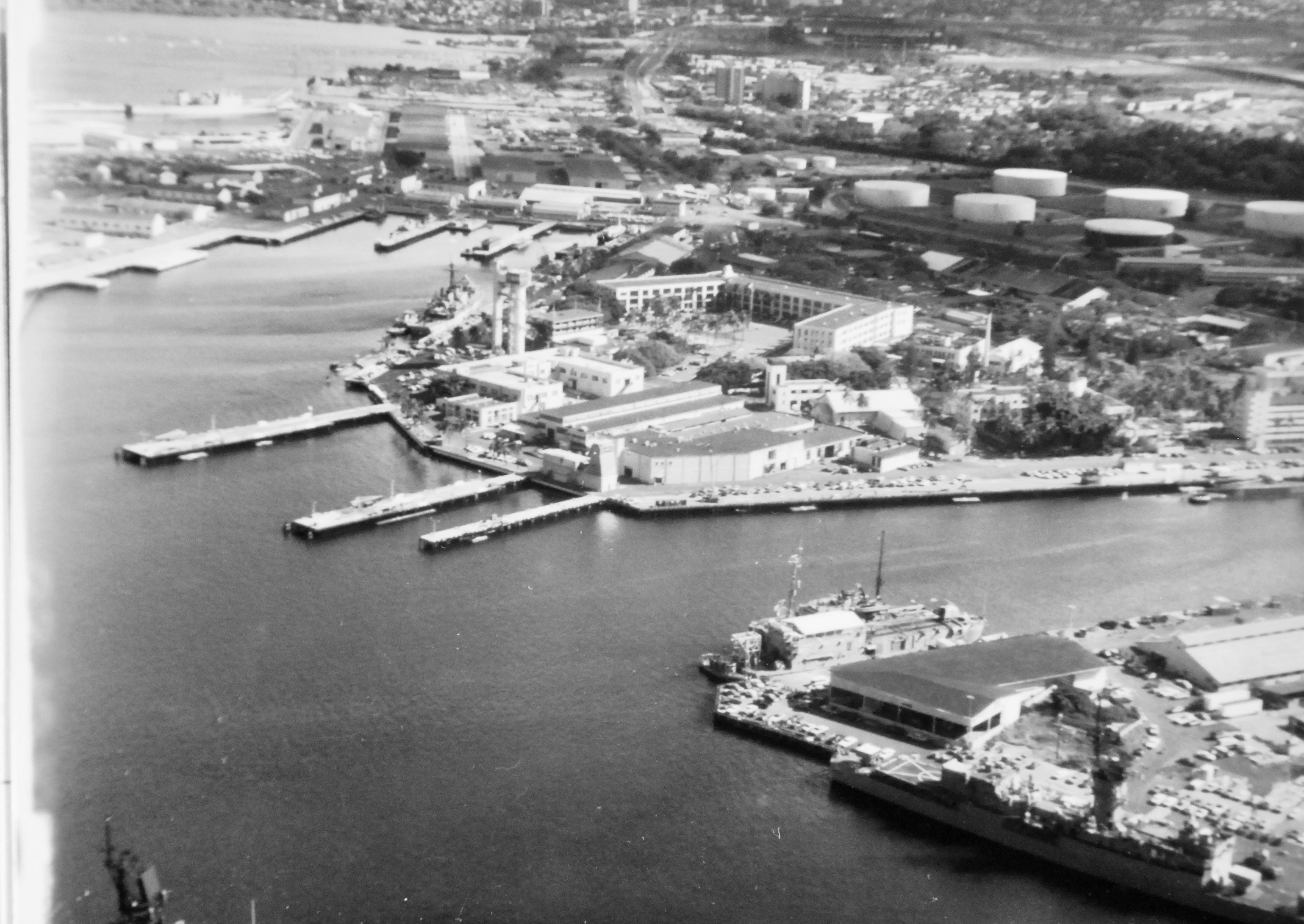
La base dei sottomarini di Pearl Harbor, nel 1979

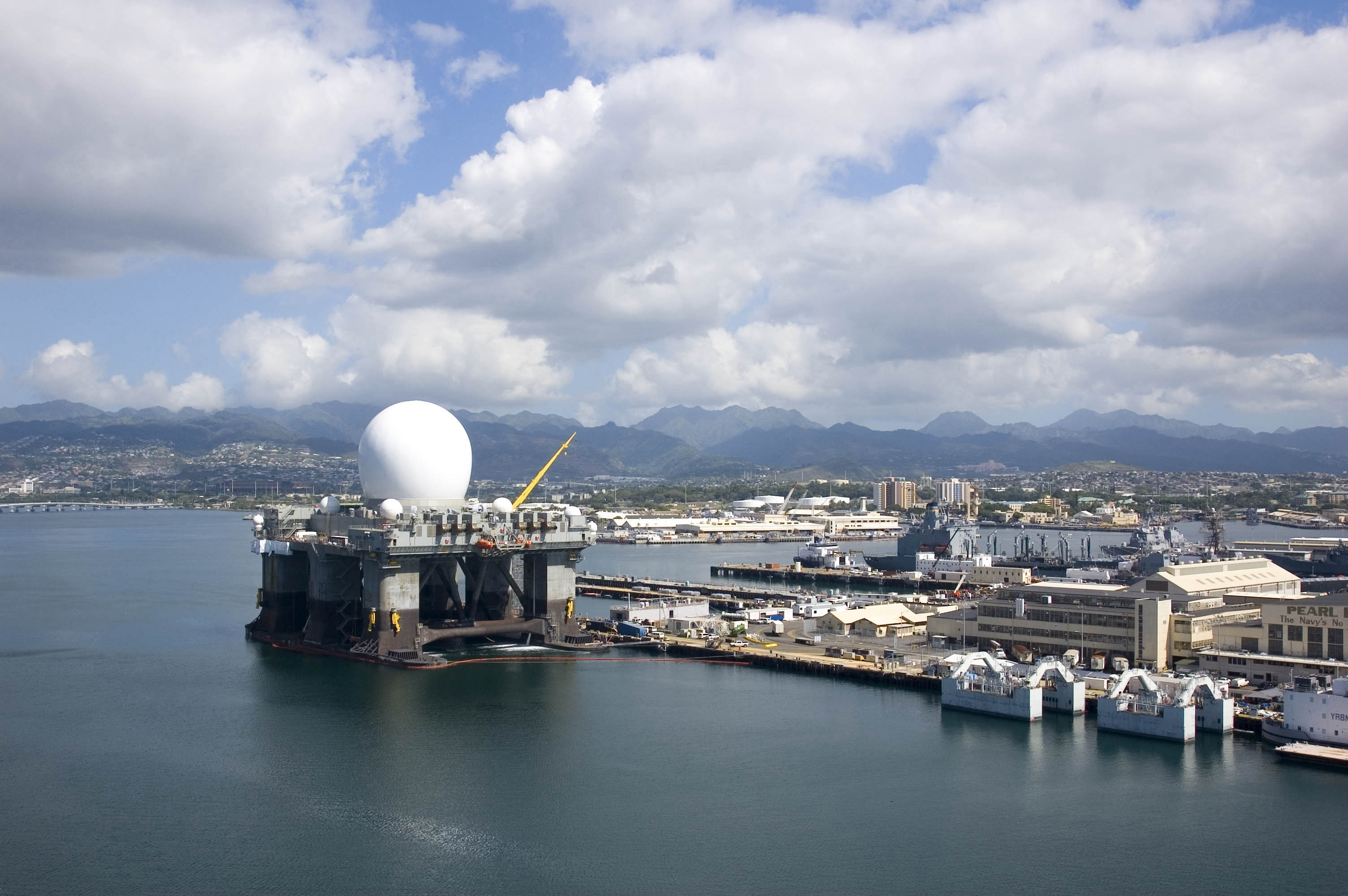
Il porto di Pearl Harbor

Nel corso degli anni la Naval Base Pearl Harbor è rimasta la base principale per la flotta del Pacifico degli Stati Uniti dopo la seconda guerra mondiale, insieme alla base navale di San Diego. 
Nel 2010 la Marina e l'Aeronautica hanno unito le loro due basi nell'isola hawaiana: Pearl Harbor si è integrata alla base aerea di Hickam per creare la base congiunta Pearl Harbor-Hickam.